# Almadenejos
Almadenejos és un municipi de la província de Ciudad Real a la comunitat autònoma de Castella-La Manxa.
Està situat al sud-oest de la Vall d'Alcúdia, prop d'Almadén, i en els límits de la província de Còrdova.
Té una superfície de 102,88 km² amb una població de 483 habitants (INE 2013) 1 i una densitat de 4,69 hab / km².

## Història
Des de l'antiguitat es tracta d'una població minera. L'explotació dels jaciments de cinabri a la comarca està documentada des del segle IV aC, sent esmentades pel filòsof grec Teofrast d'Ereso, encara que ja existien amb anterioritat. Les mines es van continuar explotant durant l'època romana, romanent en activitat fins a l'ocàs de l'imperi. Posteriorment, amb els àrabs, es va reiniciar l'extracció, que continuaria fins al segle xx.

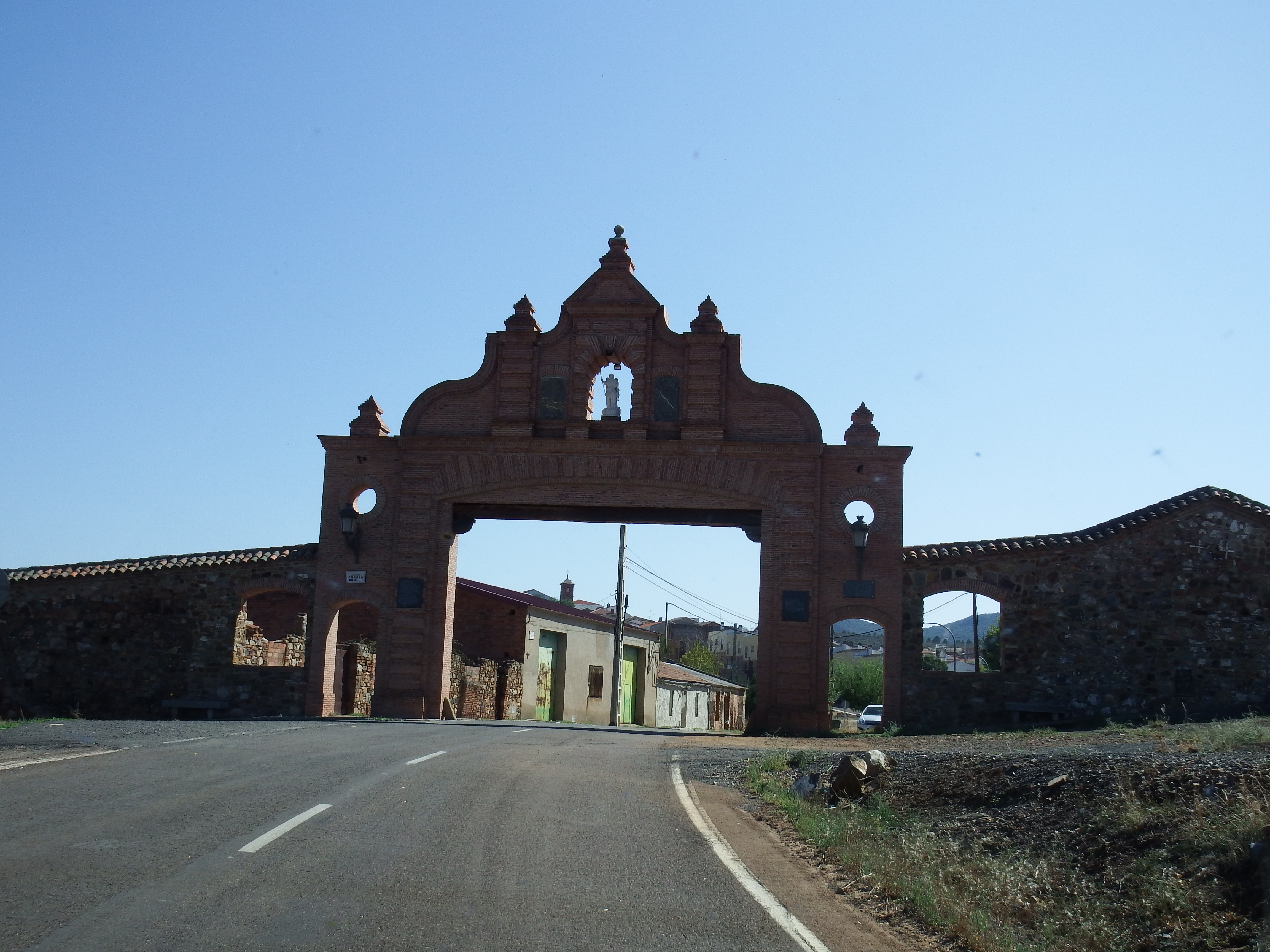
Porta d'Almadén

En l'actualitat, encara existeixen interessants restes d'arquitectura industrial minera, com el Baritel de la mina de la Concepció (també conegut com a Baritel de San Carlos), així com antics forns de fosa.
D'altra banda, es conserva també la muralla del segle xviii que envoltava totalment aquesta població. Comptava amb quatre portes d'accés, havent arribat als nostres dies únicament la d'Almadén, recentment restaurada y la de la Manxa.

## Demografia
| 1991 | 1996 | 2001 | 2004 |
| ---- | ---- | ---- | ---- |
| 683  | 601  | 573  | 520  |